# ويل ماكوراي
ويل ماكوراي (بالإنجليزية: Will McMurray)‏ هو لاعب كرة قاعدة أمريكي، ولد في 26 فبراير 1882 في سانت لويس في الولايات المتحدة، وتوفي في 26 يناير 1945 في شيكاغو في الولايات المتحدة.